# Marianna Wróblewska

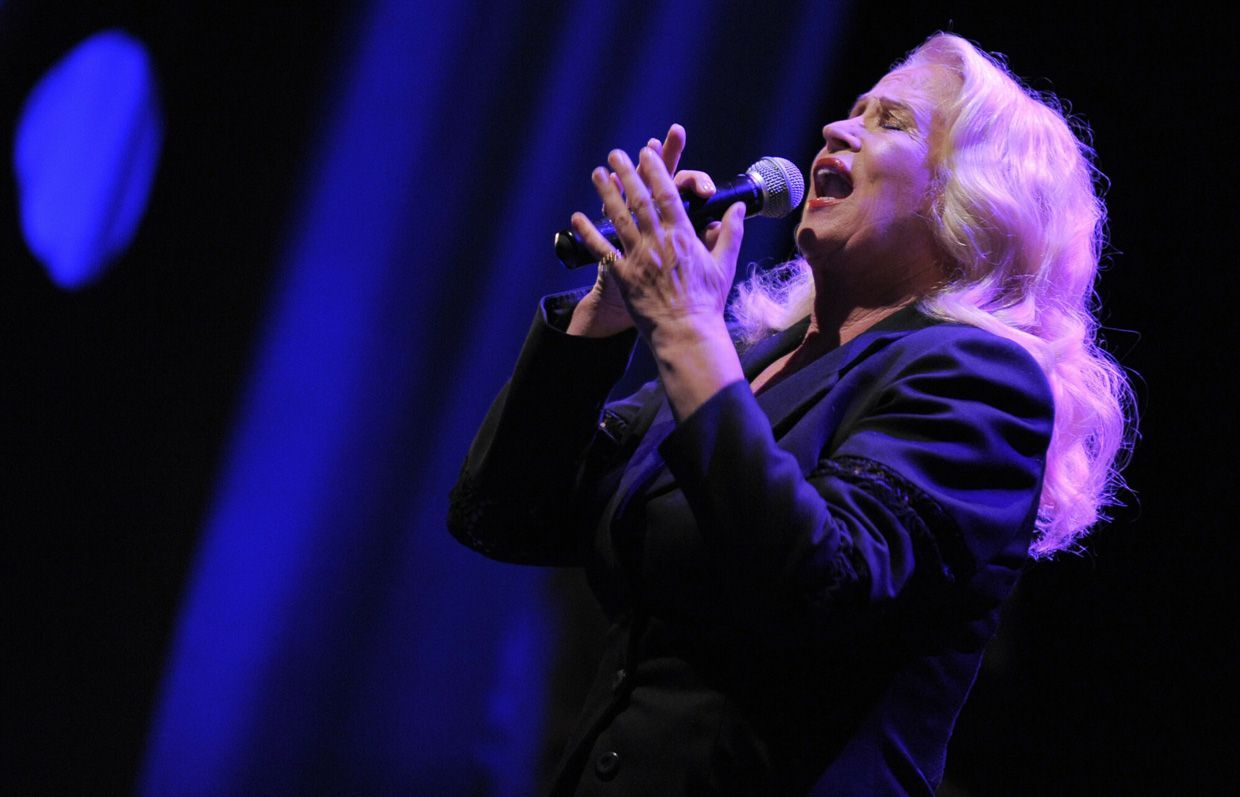
Marianna Wróblewska, 2022

Marianna Wróblewska (* 20. November 1943 in Lipówka bei Kielce) ist eine polnische Jazzsängerin.

## Leben und Wirken
Wróblewska wuchs zunächst bei ihrer Großmutter in Sosnowiec auf. Ab dem Alter von fünf Jahren erhielt sie Klavierunterricht. Aufgrund ihrer großen instrumentalen Fortschritte erhielt sie ein Stipendium. Als sie zehn Jahre alt war, starb ihre Großmutter. Sie kam zunächst in ein von Nonnen geführtes Waisenhaus, bevor sich ihre Mutter in Sopot um sie kümmerte. Sie musste den Klavierunterricht beenden und besuchte dann eine Fachschule für Bekleidung. Über einen Nachbarn, Czesław Niemen, lernte sie westliche Musik, insbesondere Soulmusik, kennen. Über ihn kam sie mit der Jazzszene in Kontakt. 1963 trat sie beim 2. Festival junger Talente in Stettin auf. Dort wurde sie Preisträgerin der Złotej dziesiątki. Eine landesweite Konzerttournee schloss sich an. Nach ihrer Rückkehr zog sie nach Warschau, weil sie in ein Musikstudio aufgenommen wurde, das unter der Schirmherrschaft des Pagart-Liederstudios stand; in einem einjährigen Kurs wurde sie weiter ausgebildet.
1967 wurde Wróblewska Sängerin der Danziger Band Rama 111, mit der sie beim Festival Jazz nad Odrą 1968 in Wrocław auftrat und den ersten Preis in der Kategorie Solistin gewann. 1969 und 1970 trat sie beim Nationalen Festival des polnischen Liedes in Opole auf, wo sie 1970 für ihre Interpretation des Liedes Sprzedaj mnie wiatrowi ausgezeichnet wurde. 1971 erhielt sie eine Auszeichnung bei den Lubliner Jazzsängertreffen. Sie intensivierte ihre Zusammenarbeit mit polnischen Jazzmusikern. 1972 legte sie ihr Debütalbum vor, begleitet von den Trios von Mieczysław Kosz und Włodzimierz Nahorny sowie dem Oktett von Zbigniew Namysłowski; außerdem sang sie in der Band von Zygmunt Wichary, der Gruppe Paradoks, in der Band Old Timers und bei Swing Workshop. Weiterhin war sie Sängerin der Rock- und Fusionbands Bizony und SBB.
Wróblewska wurde 1968 bis 1973 und 1977 zum Internationalen Jazz Jamboree in Warschau, 1974 bis 1976 zum Nationalen Festival des polnischen Liedes in Opole und 1989 zum Internationalen Liedfestival in Sopot eingeladen. Beim Coupe d'Europe 1974 in Villach gewann sie zusammen mit Anna Jantar und Tadeusz Woźniak den dritten Preis. Sie gab Konzerte in der UdSSR, DDR und Bundesrepublik Deutschland, den USA, Finnland, Schweden, der Schweiz, Syrien, Bulgarien und Ungarn, aber auch in Jordanien und Kuba. 1978 war sie an dem Fernsehspiel Pamela von Witold Orzechowski beteiligt.
Wróblewska beendete 1998 auf dem Sopot Molo Jazz Festival zunächst ihre Karriere. 2009 trat sie beim Jazz Jamboree in Warschau mit Beata Przybytek und Maciej Zakościelny wieder auf. In den letzten Jahren war sie bei einzelnen Auftritten zu erleben, so 2021 im Duo mit Wojciech Kamiński.

## Diskographische Hinweise
- 1972 Sound of Marianna Wróblewska
- 1973 Byle bym się zakochała
- 1975 Old Timers & Marianna Wróblewska: Meeting
- 1978 Feelings of Marianna Wróblewska
- 1980 Odpowiednia dziewczyna
- 1988 Privilege
- 1990 Wieczór samotnych pań